# 遠藤誉
遠藤 誉（えんどう ほまれ、1941年1月3日 - ）は、日本の社会学者、理学博士。作家、中国問題専門家、筑波大学名誉教授、中国問題グローバル研究所 (GRICI) 所長。

## 来歴
1941年に満洲国新京市（現：吉林省長春市）で生まれる。父親の大久保宅次は、同地でアヘン等の慢性中毒に対する治療薬ギフトールを製造する製薬会社を経営し、現地の中国人アヘン中毒患者などを救済した。日中戦争終結後も、日本の独立回復まで中国で教育を受けた。戦後に国民党軍と人民解放軍の市街戦で流れ弾を負傷し、家族が伝染病を罹患して移動禁止となる。長春包囲戦の飢餓で弟、叔父、いとこを失う。死体が折り重なる卡子（チャーズ＝Qiǎzi＝検問所、包囲網と解放区の間の緩衝区域）で飢餓生活を強いられる。朝鮮戦争時は延吉にいた。
1952年に日本へ引き揚げ、1961年に東京都立新宿高等学校を卒業する。1975年東京都立大学大学院理学研究科博士課程単位取得。1982年7月15日 博士論文「モデル流動相における速度自己相関関数の分解の密度依存性 」。
1983年に『不条理のかなた』で読売ヒューマンドキュメンタリー大賞優秀賞を受賞し、日中社会の社会学的考察に基づいた社会評論や自伝小説などを発表する。1984年に長春包囲体験『卡子』を上梓する。1990年代初頭に文部省の科研代表として北京へ赴き、卡子を書いた著者と密告されて中国政府から調査許可を得られず、自死を思い悩む。
千葉大学、1993年から2001年まで筑波大学物理工学系・留学生センター教授、帝京大学グループ顧問（国際交流担当）、留学生教育学会名誉会長、北京大学アジアアフリカ研究所特約研究員、中国国務院西部開発弁公室人材開発法規組人材開発顧問、内閣府総合科学技術会議専門委員、中国社会科学院社会学研究所研究員（教授）、上海交通大学客員教授、東京福祉大学国際交流センター長など、現在は筑波大学名誉教授、GRICI所長を務める。

## 人物
- GRICIは、旧知の岩野裕一 実業之日本社社長が社主白井一成と遠藤を繋いで設立された。
- 満州脱出行の自著『卡子』を、山崎豊子『大地の子』が盗作していると 1997年1月13日に提訴[10]し、持論を主張する『卡子の検証』を上梓したが敗訴した。
- 子供2人、孫2人[11]。

## 長春包囲網生き残り
中国共産党軍が国民党軍統治下の長春を食糧封鎖して民衆約30万人が餓死した。7歳で長春包囲網を生き残った飢餓極限状態の実録として『チャーズ 中国建国の残火』を出版した。

## 出演
- ひるおび（TBSテレビ）
- ワイド!スクランブル（テレビ朝日）
- みんなのニュース（フジテレビ）
- 田中康夫のにっぽんサイコー!（BS11）
- カツヤマサヒコSHOW（サンテレビ）

## 著書

### 単著
- 『卡子（チャーズ） 出口なき大地』正・続（読売新聞社、1984-85年）
  - 『卡子 中国革命戦をくぐりぬけた日本人少女』（文春文庫上下、1990年）
  - 『卡子（チャーズ）中国建国の残火』（朝日新聞出版、2012年）
  - 『もうひとつのジェノサイド　長春の惨劇「チャーズ」』（実業之日本社、2022年）
- 『卡子の検証』（明石書店、1997年）
- 『茉莉花（モアリーホワ）』（読売新聞社、1998年）
- 『中国教育革命が描く世界戦略 中国の国立大学法人化と産官学協同 日本の大学はどこへいく』（厚有出版、2000年）
- 『中国がシリコンバレーとつながるとき 中国発出全球人材信息網』（日経BP社、2001年）
- 『中国の自動車産業がニッポンを追い抜く日 長春台頭でみえてきた中国の対WTO国家戦略』（中経出版、2004年）
- 『中国動漫新人類 日本のアニメと漫画が中国を動かす』（日経BP社、2008年）
- 『拝金社会主義 中国』（ちくま新書、2010年）
- 『ネット大国中国―言論をめぐる攻防』（岩波新書、2011年）
- 『チャイナ・ジャッジ 毛沢東になれなかった男』（朝日新聞出版、2012年）
- 『チャイナ・ナイン 中国を動かす9人の男たち』（朝日新聞出版、2012年）（朝日文庫、2014年）
- 『チャイナ・ギャップ 噛み合わない日中の歯車』（朝日新聞出版、2013年）
- 『完全解読「中国外交戦略」の狙い』（ワック・マガジンズ新書判、2013年）
- 『中国人が選んだワースト中国人番付 やはり紅い中国は腐敗で滅ぶ』（小学館新書、2014年）
- 『チャイナ・セブン 〈紅い皇帝〉習近平』（朝日新聞出版、2014年）
- 『毛沢東 日本軍と共謀した男』（新潮新書、2015年）
- 『習近平vs.トランプ世界を制するのは誰か』（飛鳥新社、2017年）
- 『「中国製造2025」の衝撃 習近平はいま何を目論んでいるのか』（PHP研究所、2018年）
- 『ウクライナ戦争における中国の対ロシア戦略 世界はどう変わるのか』（PHP新書、2022年）
- 『習近平 三期目の狙いと新チャイナ・セブン』（PHP新書、2022年）
- 『習近平が狙う「米一極から多極化へ」 台湾有事を創り出すのはCIAだ！』ビジネス社、2023年7月3日。ISBN 978-4828425344。

### 共著
- 『中国ビジネス「新常識」』劉迪共著（成美文庫、2004年）
- 『香港バリケード 若者はなぜ立ち上がったのか』深尾葉子,安冨歩ほか共著（明石書店、2015年）
- 『ポストコロナの米中覇権とデジタル人民元』白井一成共著 中国問題グローバル研究所編集（2020年）

### 翻訳
- 『中華人民共和国教育部発展規画司』原著・監修『中国大学全覧』（第一法規、1991年）（厚有出版、2007年）
- 『韓国大学全覧』駐日本国大韓民国大使館教育官室 監修 鄭仁豪共編（厚有出版、1997年）